# Shayar
Shayar, även känt som Shaya, är ett härad som lyder under prefekturen Aksu i Xinjiang-regionen i nordvästra Kina. Det ligger omkring 540 kilometer sydväst om regionhuvudstaden Ürümqi. 

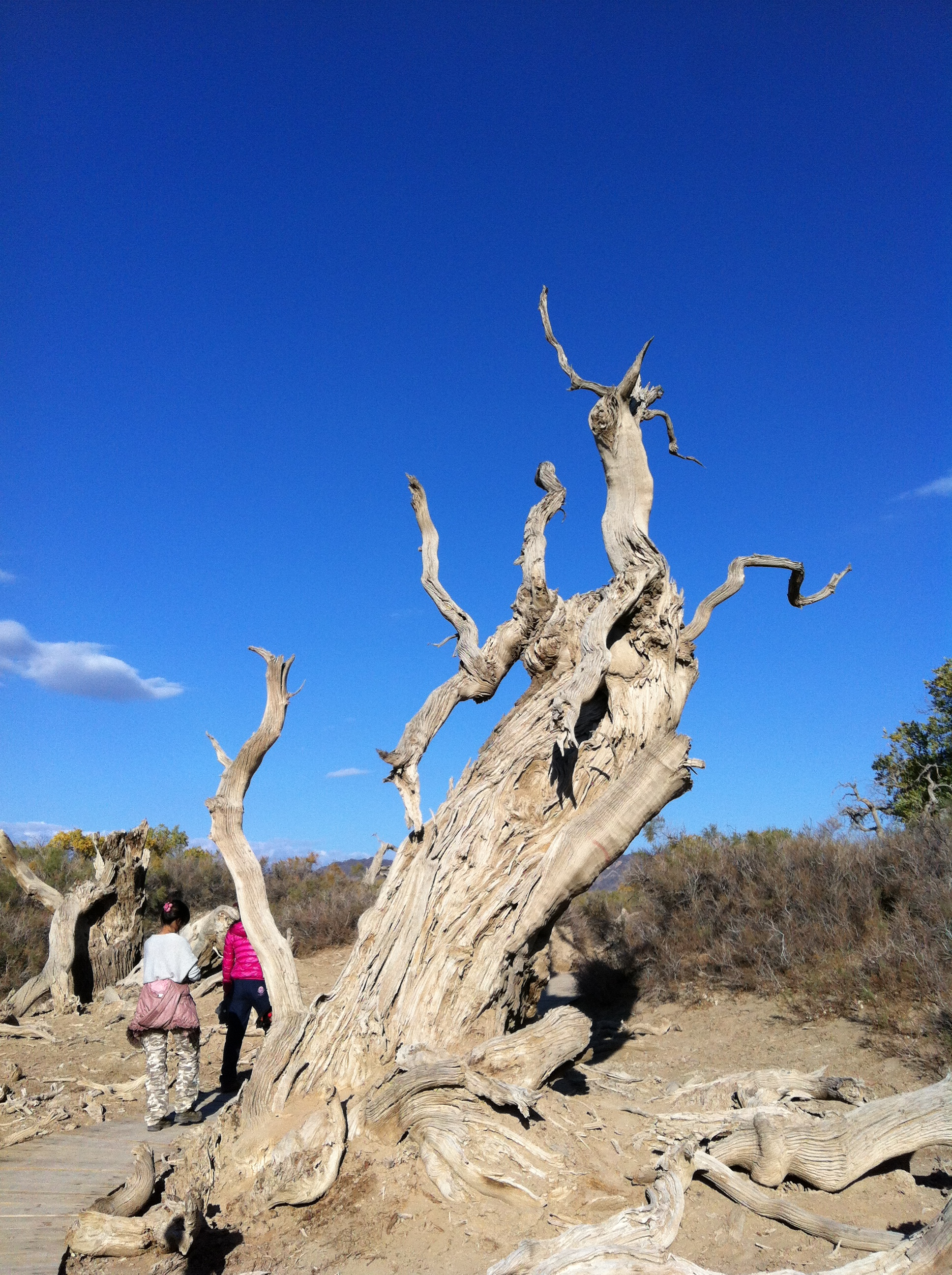